# Fleboliet

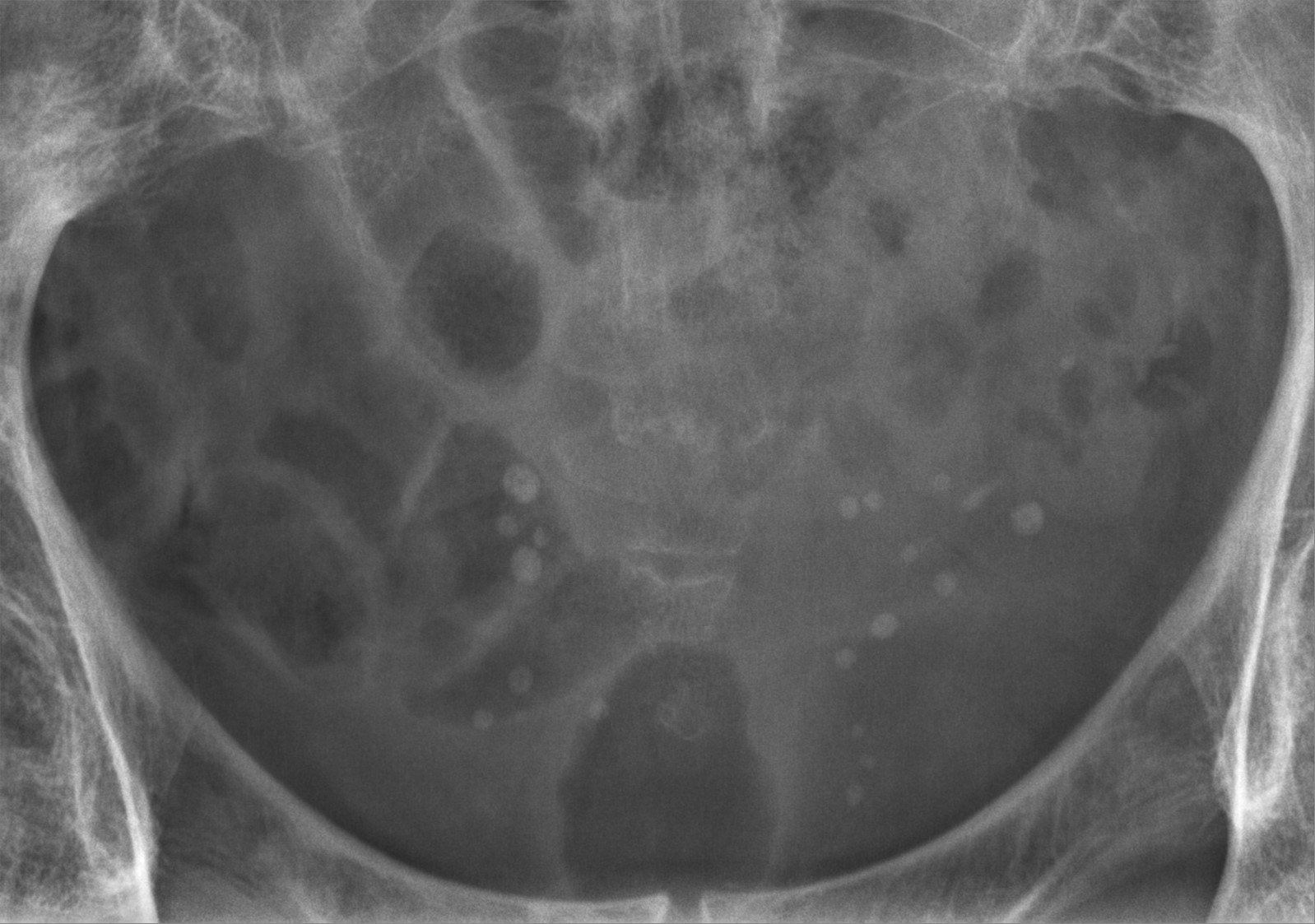
Flebolieten

Een fleboliet, ook wel adersteen genoemd, is een kleine lokale, meestal ronde, calcificatie in een ader. Ze komen veelal voor in de aders van het onderste deel van het bekken en geven over het algemeen geen klachten. Op röntgenfotos zijn ze soms moeilijk te onderscheiden van nierstenen in de urineleiders.
Flebolieten in het bekken komen voor bij ongeveer 44,2% van de mensen en meer bij vrouwen (50,1) dan mannen (37,3%). De hoeveelheid flebolieten neemt toe bij het ouder worden en ze komen verder vaker links voor dan rechts. Flebolieten buiten het bekken komen voor bij ongeveer 2% van de mensen.